# Trofeo Yashin
El Trofeo Yashin es un premio anual que desde el año 2019 entrega la revista deportiva francesa France Football cada temporada al mejor portero del año.
El premio lleva el nombre de Lev Yashin, considerado como el mejor portero de la historia, siendo este el primero y único hasta el día de hoy en ganar el Balón de Oro (1963).

## Sistema de votación
El ganador es elegido por un grupo de 10 candidatos con base en los votos otorgados por el correspondiente jurado.

## Antecedentes
Los premios y reconocimientos a los mejores porteros en específico tienen como principal antecesor al Premio IFFHS al mejor portero del mundo otorgado desde 1987 por la IFFHS.
El reconocimiento no oficial conocido informalmente como guante de oro se otorgaba al portero con más puntos en la clasificación del Balón de Oro de ese año. Tras la intauración del Yashin por France Football, el guante de oro se considera obsoleto a día de hoy.
La UEFA a su vez premiaba al mejor portero de sus competiciones (excluyendo las nacionales) con el Premio Portero del año de la UEFA que estuvo en vigor entre 1998 y 2010. En 2017 la UEFA volvió a premiar a los jugadores de sus competiciones según su demarcación, volviendo el Portero del año de la UEFA.
A partir del Mundial 1994 se se reparte el Guante de oro del mundial (conocido como Trofeo Lev Yashin entre 1994 hasta 2006) que se otorga al mejor portero de cada edición del mundial.
Hasta que France Football intauró el Trofeo Yashin en 2019 no existía un galardón oficial para premiar al mejor portero del año a nivel global, a excepción del Premio IFFHS.

## Historial
| \| Edición \| Primero \| Primero \| Segundo \| Segundo \| Tercero \| Tercero \| \| \| ------------------------------------------------------------------------------------------------------------------------------------------------------------------------------------------------------------------------------------------------ \| ------------------------------------------------------ \| ------- \| --------------------------------------- \| ------- \| -------------------------------------- \| ------- \| ---- \| \| Edición \| \| Jugador \| Pts. \| Jugador \| Pts. \| Jugador \| Pts. \| \| 2019 \| Alisson Becker (Liverpool F. C.) \| 795 \| Marc-André ter Stegen (F. C. Barcelona) \| 284 \| Ederson Moraes (Manchester City F. C.) \| 142 \| \| \| En 2020, la revista France Football decidió no entregar el premio debido a que la pandemia de COVID-19 impidió el desarrollo normal de las ligas de fútbol del mundo, por lo que consideró que no hubo condiciones justas para entregarlo.[5][6] \| \| \| \| \| \| \| \| \| 2021 \| Gianluigi Donnarumma (Paris Saint-Germain F. C.)[n. 1] \| \| Édouard Mendy (Chelsea F. C.) \| \| Jan Oblak (Atlético de Madrid) \| \| \| \| 2022 \| Thibaut Courtois (Real Madrid C. F.) \| \| Alisson Becker (Liverpool F. C.) \| \| Ederson Moraes (Manchester City F. C.) \| \| \| \| 2023 \| Emiliano Martínez (Aston Villa F. C.) \| \| Ederson Moraes (Manchester City F. C.) \| \| Bono (Sevilla F. C.) \| \| \| \| 2024 \| Emiliano Martínez (Aston Villa F. C.) \| \| Unai Simón (Athletic Club) \| \| Andriy Lunin (Real Madrid C. F.) \| \| \| |                                                  |         |                                         |         |                                        |         |      |
| Edición | Primero                                          | Primero | Segundo                                 | Segundo | Tercero                                | Tercero |      |
| Edición |                                                  | Jugador | Pts.                                    | Jugador | Pts.                                   | Jugador | Pts. |
| 2019 | Alisson Becker (Liverpool F. C.)                 | 795     | Marc-André ter Stegen (F. C. Barcelona) | 284     | Ederson Moraes (Manchester City F. C.) | 142     |      |
| En 2020, la revista France Football decidió no entregar el premio debido a que la pandemia de COVID-19 impidió el desarrollo normal de las ligas de fútbol del mundo, por lo que consideró que no hubo condiciones justas para entregarlo. |                                                  |         |                                         |         |                                        |         |      |
| 2021 | Gianluigi Donnarumma (Paris Saint-Germain F. C.) |         | Édouard Mendy (Chelsea F. C.)           |         | Jan Oblak (Atlético de Madrid)         |         |      |
| 2022 | Thibaut Courtois (Real Madrid C. F.)             |         | Alisson Becker (Liverpool F. C.)        |         | Ederson Moraes (Manchester City F. C.) |         |      |
| 2023 | Emiliano Martínez (Aston Villa F. C.)            |         | Ederson Moraes (Manchester City F. C.)  |         | Bono (Sevilla F. C.)                   |         |      |
| 2024 | Emiliano Martínez (Aston Villa F. C.)            |         | Unai Simón (Athletic Club)              |         | Andriy Lunin (Real Madrid C. F.)       |         |      |

Nota *: Hasta 2021, club en el momento de recibir el premio. Desde 2022, club en la temporada del premio.

## Palmarés
Nota: en negrita ediciones ganadas. En cursiva ediciones finalista.
| Jugador              | Primero | Segundo | Tercero | Años galardonado |
| -------------------- | ------- | ------- | ------- | ---------------- |
| Emiliano Martínez    | 2       | -       | -       | 2023, 2024       |
| Alisson Becker       | 1       | 1       | -       | 2019, 2022       |
| Gianluigi Donnarumma | 1       | -       | -       | 2021             |
| Thibaut Courtois     | 1       | -       | -       | 2022             |

| Mostrar todos | Mostrar todos | Mostrar todos | Mostrar todos | Mostrar todos    |
| --- | ------------- | ------------- | ------------- | ---------------- |
| \| Jugador \| B. Oro \| B. Plata \| B. Bronce \| Años galardonado \| \| --------------------- \| ------ \| -------- \| --------- \| ---------------- \| \| Ederson Moraes \| - \| 1 \| 2 \| 2019, 2022, 2023 \| \| Marc-André ter Stegen \| - \| 1 \| - \| 2019, 2023 \| \| Édouard Mendy \| - \| 1 \| - \| 2021 \| \| Unai Simón \| - \| 1 \| - \| 2024 \| \| Jan Oblak \| - \| - \| 1 \| 2021 \| \| Bono \| - \| - \| 1 \| 2023 \| \| Andriy Lunin \| - \| - \| 1 \| 2024 \| |               |               |               |                  |
| Jugador | B. Oro        | B. Plata      | B. Bronce     | Años galardonado |
| Ederson Moraes | -             | 1             | 2             | 2019, 2022, 2023 |
| Marc-André ter Stegen | -             | 1             | -             | 2019, 2023       |
| Édouard Mendy | -             | 1             | -             | 2021             |
| Unai Simón | -             | 1             | -             | 2024             |
| Jan Oblak | -             | -             | 1             | 2021             |
| Bono | -             | -             | 1             | 2023             |
| Andriy Lunin | -             | -             | 1             | 2024             |

### Palmarés según la nacionalidad
| País      | Primero | Segundo | Tercero | Futbolistas ganadores |  |
| --------- | ------- | ------- | ------- | --------------------- |  |
| Argentina | 2       | -       | -       | Emiliano Martínez (2) |  |
| Brasil    | 1       | 2       | 2       | Alisson Becker        |  |
| Italia    | 1       | -       | -       | Gianluigi Donnarumma  |  |
| Bélgica   | 1       | -       | -       | Thibaut Courtois      |  |
| Alemania  | -       | 1       | -       |                       |  |
| España    | -       | 1       | -       |                       |  |
| Senegal   | -       | 1       | -       |                       |  |
| Eslovenia | -       | -       | 1       |                       |  |
| Marruecos | -       | -       | 1       |                       |  |
| Ucrania   | -       | -       | 1       |                       |  |

### Palmarés según el club
| País                      | Primero | Segundo | Tercero | Futbolistas ganadores |  |
| ------------------------- | ------- | ------- | ------- | --------------------- |  |
| Aston Villa F. C.         | 2       | -       | -       | Emiliano Martínez (2) |  |
| Liverpool F. C.           | 1       | 1       | -       | Alisson Becker        |  |
| Real Madrid C. F.         | 1       | -       | 1       | Thibaut Courtois      |  |
| Paris Saint-Germain F. C. | 1       | -       | -       | Gianluigi Donnarumma  |  |
| F. C. Barcelona           | -       | 1       | -       |                       |  |
| Chelsea F. C.             | -       | 1       | -       |                       |  |
| Athletic Club             | -       | 1       | -       |                       |  |
| Manchester City F. C.     | -       | 1       | 2       |                       |  |
| Atlético de Madrid        | -       | -       | 1       |                       |  |
| Sevilla F. C.             | -       | -       | 1       |                       |  |